# La Leçon d'équitation du prince Balthazar Carlos
La Leçon d'équitation du prince Balthazar Carlos  est une huile sur toile de Diego Vélasquez peinte entre 1636 et 1637 et qui est conservée dans la collection particulière du Duc de Westminster à Londres (Royaume-Uni).

## Description
C'est un portrait de cour où Vélasquez profite d'une leçon d'équitation au prince Baltasar Carlos pour réaliser un portrait collectif de divers personnages de la cour
À gauche, monté sur un cheval à la courbette (les jambes antérieures levées), apparaît le prince, et, derrière lui, un nain identifié comme Francisco Lezcano, l'Enfant de Vallecas. À droite, en second plan, apparaît le Comte-Duc d'Olivares recevant une lance des mains d'un valet du prince, Alonso Martínez de Espinar. Derrière eux se trouve l'officier de chasse Juan Mateos.
Le fond est occupé par la façade du Palais du Buen Retiro, avec un balcon sur lequel sont les parents du prince, Philippe IV d'Espagne et Isabelle-Claire-Eugénie d'Autriche avec des personnages non identifiés.

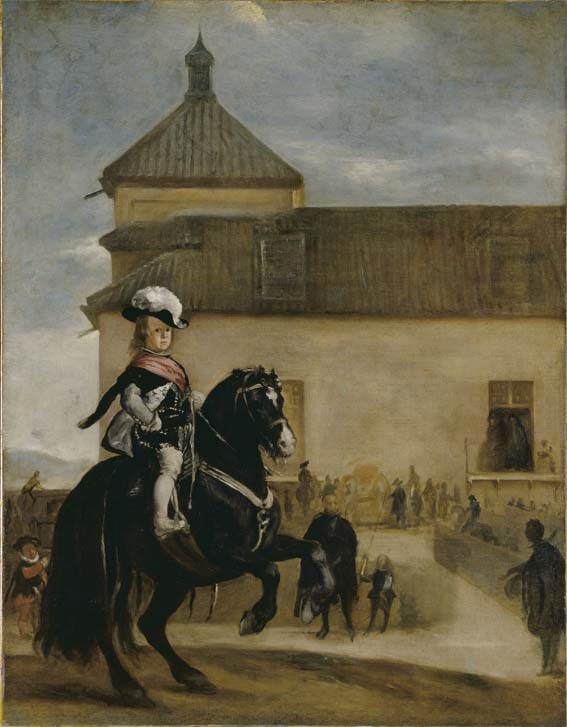
Version de la toile conservée à la collection Wallace de Londres.

Il existe une autre version de cette toile à la Collection Wallace de Londres avec moins de personnages, ni les souverains ni le Comte-Duc d'Olivares n'y sont représentés.